# Mwanyambé
Mwanyambé encore intitulé Mouayambé ou Mouanyambe, est un village de la Région du Littoral au Cameroun, situé dans la commune de Bonaléa

## Population et développement
En 1967, la population de Mwanyambé était de 59 habitants, essentiellement des Bankon (Abo). Elle était de 10 habitants dont 5 hommes et 5 femmes, lors du recensement de 2005.